# 한자와군

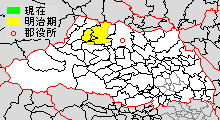
사이타마현 한자와군의 위치

한자와군(榛沢郡)은 일본 사이타마현(무사시국)에 있던 군이다.

## 군역
현재의 행정 구역으로 대체로 아래 구역에 해당한다.
- 후카야시의 일부
- 오사토군 요리이정의 일부

## 역사
- 1879년 3월 17일 - 군구정촌 편제법이 사이타마현에서 시행되면서, 행정 구역으로서의 한자와군이 발족.

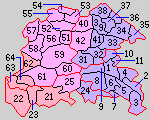
51.후카야정 52.오요리촌 53.신카이촌 54.나카제촌 55.도바카촌 56.오카베촌 57.한자와촌 58.혼고촌 59.후지사와촌 60.다케카와촌 61.하나조노촌 62.요도촌 63.요리이정 64.사쿠라자와촌 (분홍:후카야시 빨강:요리이정 1-11은 오사토군 21-25는 오부스마군 31-42는 하라군)

- 1889년(明治22年)4월 1일 - 정촌제 시행에 따라 아래의 정촌이 발족. 따로 적은 곳 외는 현 후카야시.(2정 12촌)
  - 후카야정(深谷町)
  - 오요리촌(大寄村)
  - 신카이촌(新会村)
  - 나카제촌(中瀬村)
  - 도바카촌(手計村)
  - 오카베촌(岡部村)
  - 한자와촌(榛沢村)
  - 혼고촌(本郷村)
  - 후지사와촌(藤沢村)
  - 다케카와촌(武川村)
  - 하나조노촌(花園村)
  - 요도촌(用土村): 현 오사토군 요리이정
  - 요리이정(寄居町): 현 오사토군 요리이정
  - 사쿠라자와촌(桜沢村): 현 오사토군 요리이정
  - 일부 촌은 고다마군 [[후지타촌 (사이타마현)|]의 일부가 됨.
- 1890년 3월 28일 - 도바카촌이 야쓰모토촌(八基村)으로 개칭.
- 1896년 4월 1일 - 오사토군·하라군·한자와군·오부스마군의 구역으로, 새로이 오사토군(大里郡)이 발족. 이날 한자와군은 폐지됨.

## 참고 문헌
- 《가도카와 일본 지명 대사전》 편집위원회, 편집. (1980년 7월 1일). 《가도카와 일본 지명 대사전》. 11 사이타마현. 가도카와 쇼텐. ISBN 4040011104.